# John Caro
Pour les articles homonymes, voir Caro.
John Caro est un monteur, producteur, réalisateur, scénariste, directeur de la photographie et acteur né le 10 juillet 1967.

## Filmographie

### comme monteur
- 1996 : Dreamlife
- 1998 : Come Again
- 2001 : Hysteria
- 2001 : Bastard
- 2002 : Crying and Wanking

### comme producteur
- 1996 : Dreamlife
- 1998 : Come Again
- 1998 : Bystander
- 2001 : Bastard

### comme réalisateur
- 1997 : Shake, Rattle and Roll
- 1998 : Come Again
- 2001 : Bastard

### comme scénariste
- 1996 : Dreamlife
- 1997 : Shake, Rattle and Roll
- 1998 : Come Again

### comme directeur de la photographie
- 2001 : Bastard

### comme Acteur
- 1998 : Come Again : Angry Jesus